# Magnesia aan de Meander
Magnesia aan de Meander, Oudgrieks: Μαγνησία ἡ πρὸς Μαιάνδρῳ of Μαγνησία ἡ ἐπὶ Μαιάνδρῳ, Latijn: Magnesia ad Maeandrum, was een Oudgriekse stad in Anatolië, in het huidige Turkse district Germencik. De stad lag bij de rivier de Meander stroomopwaarts van Efeze, op een plaats genaamd Leucophrys, letterlijk witte wenkbrauwen, in de buurt van een Grieks heiligdom gewijd aan de godin Artemis. De stad werd gesticht door kolonisten uit de omgeving Magnesia in het Griekse Thessalië, vandaar de naam. De toevoeging 'aan de Meander' dient ter onderscheiding van de stad Magnesia aan de Sipylos.
Magnesia aan de Meander had een typische plattegrond, een schaakbordpatroon of ook Hippodamische plattegrond, en er stonden verschillende monumenten, die door de architect en stedenbouwkundige Hermogenes waren ontworpen. Er zijn gedurende de 19e eeuw drie archeologische expedities heen gegaan, georganiseerd door musea in Istanbul, Berlijn en het Louvre. De grote betegelde agora van 26 000 m2 omsloten door portieken is geïnspireerd door Priëne. Er was een tempel van Artemis, maar hier is tegenwoordig nog maar weinig van over, er zijn op de berg Thoran resten van een theater, uit de Romeinse tijd zijn er de resten van een gymnasion en het stadion en uit de Byzantijnse tijd van een stadsmuur en een kerk.
Magnesia was ook de plaats waar voor het eerst stenen werden ontdekt, die elkaar aantrokken of afstootten, dus waar de eerste magneten zijn gevonden. Die zijn naar de streek genoemd.

## Geschiedenis
De stad Magnesia werd volgens de legende gesticht door kolonisten uit de streek Magnesia in het Griekse Thessalië. Rond 700 v.Chr. kwam Magnesia onder de heerschappij van de Lydische koning Gyges. Daarna namen respectievelijk de Kimmeriërs, rond 650 v.Chr., de Ioniërs en de Perzische koning Cyrus de stad in. Deze Cyrus liet hierbij de stad ook vernietigen, dat was rond 545 v.Chr. Magnesia werd in 465 v.Chr. door de Perzische koning Artaxerxes I aan de gevluchte Atheense staatsman Themistocles gegeven. Magnesia werd nooit in de Delische Bond opgenomen, omdat het een Eolische stad was. De Spartaan Thibron overtuigde rond 400 v.Chr. de Magnesiërs hun moeilijk verdedigbare stad te verlaten en bouwde een nieuw Magnesia op een uur afstand van de oude plek. Magnesia kwam na de verovering van door Alexander de Grote onder de heerschappij van verschillende diadochen te staan en later onder de Seleuciden. Magnesia bereikte onder het rijk van Pergamon een culturele bloeitijd. Een oorlog met Milete werd in 196 v.Chr. met een vredesverdrag beëindigd. Onder Romeins gezag, na de slag bij Magnesia in 190 v. Chr, ging de stad achteruit. Magnesia ad Maeandrum steunde in latere jaren, samen met haar gelijknamige buur Magnesia ad Sipylum, de Romeinen in de Tweede Mithridatische Oorlog.

## Religieuze gebouwen

### Het grote altaar
Het is een oud-Grieks altaar in een pi-vorm waarvan het model in de hellenistische periode werd ontworpen, zoals dat te Pergamon.

### De tempel van Zeus Sosipolis
Dit is een tempel in Ionische orde, gebouwd door Hermogenes van Priëne aan het begin van de 2e eeuw v.Chr., na een overwinning van de polis op Milete. Open naar oosten toe, heeft deze tempel een prostylon met vier façadezuilen en een pronaos en een opisthodomos van dezelfde afmetingen.

### De tempel van Artémis Leucophryene
Dit is een pseudodipterische tempel met acht zuilen op vijftien, met dezelfde afmetingen als de vorige. Ze bezit een geopend fronton van drie vierhoekige kolommen ontworpen om de structuur te verlichten. Haar fries, een amazonomachia, is een van de best bewaarde uit de klassieke oudheid.